# Willy Frère
Willy Jean Frère (Solre-sur-Sambre, 4 mei 1916 – 15 maart 1985) was een Belgisch politicus voor de PCB.

## Levensloop
Frère was boekhouder van beroep.
Aangesloten bij de Kommunistische Partij van België, werd hij in 1946 verkozen tot gemeenteraadslid van La Louvière, een mandaat dat hij uitoefende tot 1952. Hij werd tweemaal verkozen tot communistisch volksvertegenwoordiger: van 1946 tot 1949 voor het arrondissement Zinnik en van 1961 tot 1965 voor het arrondissement Thuin.
Op 25 maart 1947 diende hij, samen met Marcel-Hubert Grégoire, Jules Blavier, Julien Lahaut, Jean Rey en Edmond Leclercq, een wetsvoorstel in om van België een confederale staat te maken.